# Porxos del carrer Major (Gualter)
Els Porxos del carrer Major és un element arquitectònic del poble de Gualter, al municipi de la Baronia de Rialb (Noguera) que forma part de l'Inventari del Patrimoni Arquitectònic de Catalunya.

## Descripció
Els porxos i el pas cobert que resta de l'antiga trama medieval del poble, fou desfeta en la guerra de Felip V i en la Guerra Civil. Només es conserven els pilars de carreus de pedra i el pas cobert amb embigats de fusta. Les portalades de les cases que donen al carrer tenen inscripcions a les llindes dels segles s. XVI i XVIII.